# Maurice Delanne
Pour les articles homonymes, voir Delanne.
Maurice Delanne, né le 23 janvier 1901 à Diors dans l'Indre et mort le 27 septembre 1979 à Nogent-le-Rotrou en Eure-et-Loir, est un ingénieur aéronautique français. Il est célèbre pour ses projets d’avions non conventionnels, reposant sur la formule des ailes en tandem.